# Michel Habera
Michel Habera est un footballeur polonais naturalisé français, né le 11 novembre 1927 à Żyrardów (Pologne) et mort en 1988.
Il a joué comme attaquant au RC Lens et été finaliste de la Coupe de France en 1948 avec les artésiens.
Il a été ensuite à Monaco, Perpignan, Lyon et Toulon.

## Palmarès
- Finaliste de la Coupe de France en 1948 avec le RC Lens
- Champion de France de Division 2 en 1954 avec Lyon